# Хроматин
Хроматинът е надмолекулен комплекс от ДНК и белтъци, които изграждат тънки дълги нишки. Те имат способността обратимо да се спирализират, при което се удебеляват и дължината им намалява многократно. В зависимост от степента на спирализация се оформят два типа хроматин – еухроматин, който не е спирализиран, и хетерохроматин, който е силно спирализиран. Най-голяма е спирализацията на хроматиновите нишки през време на клетъчното делене, когато са най-удебелени и скъсени и се наблюдават с обикновен светлинен микроскоп във вид на хромозоми.

## Основните функции на хроматина
1) да събере ДНК в по-компактна, по-плътна форма,
2) да подпомогне ДНК макромолекулата за извършване на митоза,
3) да предотврати увреждане на ДНК
4) да контролира проявлението на гените и ДНК репликацията.
Основна белтъчна съставка на хроматина са хистоните, които действат като макари, около които ДНК молекулата се увива и заема компактна форма. Хроматин е намерен само в еукариотни клетки (клетки с обусловено ядро). При прокариотните клетки ДНК е организирано по различен начин (прокариотният еквивалент на хромозома се нарича генофор и се намира в нуклеоидния регион на клетката – област с неправилна форма, в която се съдържа цялата или голяма част от наследствената ѝ информация).

## Структура
Структурата на хроматина зависи от няколко фактора. Цялостната структура зависи от фазата от клетъчния цикъл, в която се намира клетката. По време на интерфаза хроматинът е структурно отпуснат за да предостави достъп до РНК и ДНК полимераза, които транскрибират и репликират ДНК. Локалната структура на хроматина по време на интерфазата зависи от гените, намиращи се в молекулата ДНК. ДНК, кодираща гени, които се транскрибират активно (са „включени“) е по-хлабаво опакована и се свързва с РНК полимераза (еухроматин), докато ДНК, която кодира неактивни гени („изключени“) е по-сгъстена и се свързва със структурни белтъци (хетерохроматин).
Като цяло съществуват три нива на организация на хроматина:
1. ДНК се увива около белтъчните вещества – хистони, образувайки нуклеозоми; структура напомняща нанизани на връв маниста (еухроматин)
2. Много на брой хистони се увиват около 30 nm дълга нишка, състояща се от множество нуклеозоми, намиращи в тяхната най-компактна форма (хетерохроматин).
3. По-високо ниво на ДНК кондензация на 30-нанометровата нишка в метафазна хромозома (по време на митоза и мейоза).
Съществуват и много клетки, които не следват тази организация. Например сперматозоидите и червените кръвни клетки при птиците имат по-плътно опакован хроматин от повечето еукариотни клетки, а при трипаносоматидната протозоа (trypanosomatid protozoa) хроматинът не се кондензира във видими хромозоми за клетъчно делене.